# Stenomordellariodes
Stenomordellariodes is een geslacht van kevers uit de familie spartelkevers (Mordellidae).
Het geslacht is voor het eerst wetenschappelijk beschreven in 1954 door Ermisch.

## Soorten
Het geslacht omvat de volgende soorten:
- Stenomordellariodes fasciata Ermisch, 1968
- Stenomordellariodes quadrimaculata Ermisch, 1954